# 29 mars 1951
Le jeudi 29 mars 1951 est le 88e jour de l'année 1951.

## Naissances
- Aleksandr Fatyushin (mort le 6 avril 2003), acteur de cinéma soviétique
- Christiane Charette, animatrice de radio et de télévision québécoise
- David Cheriton, professeur canadien de l'Université Stanford
- Hardy Åström, joueur professionnel suédois de hockey sur glace
- Jean Damascène Nduwayezu (mort le 24 juin 1997), écrivain et homme politique rwandais
- Nick Ut, photographe vietnamien
- Roger Myerson, économiste américain

## Décès
- Edmond de Fels (né le 3 juillet 1858), diplomate français
- François Popineau (né le 2 octobre 1887), sculpteur français
- Jerome Travers (né le 19 mai 1887), golfeur amateur américain

## Événements
- 23e cérémonie des Oscars
- le CVG-101, composé de squadrons de la réserve rappelés en service actif depuis Dallas, au Texas, Glenview, dans l’Illinois, Memphis, dans le Tennessee et Olathe, dans le Kansas, réalise ses premières missions de combat depuis le porte-avions Boxer. Il s’agit des premières attaques aéronavales menée par des unités de la réserve américaine contre les forces nord-coréennes.